# Wanda (Film)
Wanda ist ein sozialkritisches Drama und Roadmovie aus dem Jahre 1970. Es war Barbara Lodens einziger Spielfilm als Regisseurin; sie war Hauptdarstellerin, Drehbuchautorin und Regisseurin.

## Handlung
Wanda Goronski, eine ungefähr vierzig Jahre alte Mutter von zwei Kindern, ist bei ihrem Mann ausgezogen, oder vielleicht hat er sie hinausgeworfen. Er hat die Scheidung eingereicht. Von der ersten Szene an wirkt Wanda seltsam abwesend oder teilnahmslos oder einfach überfordert. Der Tag, der anbricht, als Wanda im Haus der Familie ihrer Schwester aufwacht, einer direkt neben einem Tagebau-Bergwerk gelegenen Holzbaracke, wird sie vollkommen aus der Bahn werfen.
Verspätet erscheint sie zum Gerichtstermin. Ihr Mann will die Scheidung? Soll er sie bekommen. Sie wird das Sorgerecht für ihre Kinder verlieren? Sie erhebt keinen Einspruch. – In einer Textilfabrik. Wanda hat dort in der vorigen Woche an zwei Tagen gearbeitet, und man suche doch auch jetzt wieder Frauen für die schlechtbezahlte Arbeit. Nichts zu machen, sie sei zu langsam. – Mit einem Mann, der ihr in einer Bar ein Bier bezahlt, landet sie in dessen Motelzimmer. Er will sich davonmachen, sie kann ihm gerade noch in seinen Wagen folgen, aber bei der nächstbesten Gelegenheit lässt er sie stehen. – Schließlich wird ihr in einem Kino ihr letztes Geld geklaut.
Dann, wieder in einer Bar, begegnet Wanda Mr. Dennis. Was dort in diesem Moment vor sich geht, das begreift sie erst, als sie am nächsten Tag in der Zeitung von einem Gangster liest, der einen Barkeeper niedergeschlagen und die Kasse ausgeraubt habe und dann mit seiner Komplizin geflohen sei. Mr. Dennis, so heißt er für Wanda bis zum Schluss, ist Kleinganove, und das Unwahrscheinliche passiert: Sie wird tatsächlich zur Komplizin dieses Mannes, der sie ohrfeigt und herumkommandiert, der von heftigsten Schmerzattacken überwältigt wird, der Unmengen von Tabletten in sich hineinwirft und der jeden Bezug zur Realität verloren zu haben scheint. Es entsteht sogar eine gewisse Nähe zwischen den beiden.
Wohin die Fahrt der beiden im gestohlenen Auto führt, das scheint zunächst nicht klar zu sein, sondern wirkt eher ziellos. Bis sich herausstellt, dass dieser Norman Dennis einen Banküberfall plant. Da der Mann, den er als Fahrer eines Fluchtautos vorgesehen hatte, sich weigert, zwingt er Wanda mitzumachen. Es läuft alles schief. Norman Dennis wird noch in der Bank erschossen. Draußen, unter den Passanten vor der Polizeisperre: Wanda. – Diese lange fixe Kameraeinstellung mit Wandas fassungslosem Gesicht im Zentrum ist nicht das Ende des Films.
Wieder eine Bar und wieder ein Mann, der Wanda ein Bier spendiert. Er wirkt zunächst sogar freundlicher als die Männer, mit denen Wanda es bisher zu tun hatte. Aber nachdem sie erst einmal in seinem Wagen sitzt, ist es wieder dasselbe: Er fällt geradezu über sie her. Aber dieses Mal wehrt sich Wanda. Sie schreit, sie schlägt auf ihn ein, sie kann in ein nahegelegenes Waldstück fliehen. Später, am Abend, gelangt sie in eine Art Kneipe. Eine kleine Combo spielt eine schlichte Folkmusik, laut reden die Leute dort miteinander, und zwischen ihnen sitzt Wanda, immer noch verloren wirkend. Oder ist sie zum ersten Mal irgendwo angekommen, wo sie dazugehören wird?

## Auszeichnungen
- 1970: Beim Filmfestival von Venedig erhielt Wanda den Pasinetti-Preis für den besten ausländischen Film.[1]
- 2017: Der Film wird in das National Film Registry aufgenommen.

## Hintergrund
Ausgangspunkt für die Entwicklung des Drehbuchs war ein Zeitungsartikel, der bereits 1960 erschienen war und der Barbara Loden nachhaltig beeindruckt hatte. Insbesondere die Details des geplanten Bankraubs sind eng an den damaligen realen Fall angelehnt: Die Täter, ein Mann und eine Frau, die sich nur flüchtig kennengelernt haben; eine ebenso akribische wie naive Liste der einzelnen Punkte ihres geplanten Vorgehens; die Geiselnahme des Bankdirektors in seinem Privathaus; die Erschießung des männlichen Täters im Bankgebäude. – Danach weicht die Filmhandlung vom realen Fall ab: Tatsächlich wurde die Frau gefasst und zu einer Gefängnisstrafe verurteilt, im Film bleibt Wandas Zukunft offen. – Mehr noch als die Einzelheiten des Kriminalfalls interessierte Barbara Loden die Wesensart der zur Komplizin eines Kleingangsters gewordenen Frau, in der sie sich wiederzuerkennen meinte: „It’s like showing myself in a way that I was.“ (Es ist, als zeigte ich mich in der Weise, wie ich tatsächlich war.)
Die Dreharbeiten des Films fanden ausschließlich an Originalschauplätzen in den US-Bundesstaaten Connecticut und Pennsylvania statt. Ort der Begegnung von Norman Dennis mit seinem Vater war der in der Nähe von Waterbury gelegene Themenpark „Holy Land USA“, wo Wanda auch die Katakomben besucht. Der scheiternde Bankraub wurde gefilmt in der Third National Bank von Scranton.

## Kritiken
„Unsentimentaler, fast dokumentarisch wirkender Film über eine unerfüllte, ausgebeutete Randexistenz. Trotz des nicht ganz überzeugenden Kriminaleinschlags sehenswert.“